# Olympische Sommerspiele 1984/Teilnehmer (Argentinien)
| Gelbes Symbol für Goldmedaillen mit stilisierten Olympischen Ringen | Graues Symbol für Silbermedaillen mit stilisierten Olympischen Ringen | Braundes Symbol für Bronzemedaillen mit stilisierten Olympischen Ringen |
| ------------------------------------------------------------------- | --------------------------------------------------------------------- | ----------------------------------------------------------------------- |
| —                                                                   | —                                                                     | —                                                                       |

Argentinien nahm an den Olympischen Sommerspielen 1984 in Los Angeles, USA, mit einer Delegation von 82 Sportlern (72 Männer und zehn Frauen) teil.

## Teilnehmer nach Sportarten

### Boxen
- Rubén Carballo
Fliegengewicht: 17. Platz

- Pedro Décima
Bantamgewicht: 5. Platz

- Daniel Domínguez
Weltergewicht: 32. Platz

- Gustavo Ollo
Halbmittelgewicht: 9. Platz

- Hugo Corti
Mittelgewicht: 9. Platz

- Roberto Oviedo
Halbschwergewicht: 9. Platz

### Fechten
- Sergio Luchetti
Florett, Einzel: 34. Platz
Florett, Mannschaft: 10. Platz
Degen, Einzel: 46. Platz
Degen, Mannschaft: 13. Platz

- Sergio Turiace
Florett, Einzel: 38. Platz
Florett, Mannschaft: 10. Platz
Degen, Mannschaft: 13. Platz

- Csaba Gaspar
Florett, Mannschaft: 10. Platz
Degen, Einzel: 58. Platz
Degen, Mannschaft: 13. Platz

- Marcelo Magnasco
Florett, Mannschaft: 10. Platz
Degen, Einzel: 51. Platz
Degen, Mannschaft: 13. Platz

- Atilio Tass
Säbel, Einzel: 25. Platz

- José María Casanovas
Säbel, Einzel: 33. Platz

- María Alicia Sinigaglia
Frauen, Florett, Einzel: 33. Platz
Frauen, Florett, Mannschaft: 10. Platz

- Silvana Giancola
Frauen, Florett, Einzel: 35. Platz
Frauen, Florett, Mannschaft: 10. Platz

- Sandra Giancola
Frauen, Florett, Einzel: 41. Platz
Frauen, Florett, Mannschaft: 10. Platz

- Constanza Oriani
Frauen, Florett, Mannschaft: 10. Platz

### Judo
- Jorge di Noco
Superleichtgewicht: 12. Platz

- Alejandro Strático
Mittelgewicht: 18. Platz

- Fabián Lannutti
Halbschwergewicht: 18. Platz

- Ricardo Andersen
Schwergewicht: 11. Platz

### Kanu
- Atilio Vásquez
Einer-Kajak, 500 Meter: Halbfinale
Einer-Kajak, 1000 Meter: Halbfinale

### Leichtathletik
- Omar Ortega
1500 Meter: Vorläufe

- Julio Gómez
5000 Meter: Vorläufe
10.000 Meter: Vorläufe

- Rubén Aguiar
Marathon: 59. Platz

- Pedro Cáceres
3000 Meter Hindernis: Vorläufe

- Liliana Góngora
Frauen, 1500 Meter: Vorläufe
Frauen, 5000 Meter: Vorläufe

- Beatriz Capotosto
Frauen, 100 Meter Hürden: Vorläufe

- Liliana Arigoni
Frauen, Hochsprung: 24. Platz in der Qualifikation

### Radsport
- Luis Biera
Straßenrennen: DNF

- Marcelo Alexandre
Sprint: 6. Platz
1000 Meter Zeitfahren: 7. Platz

- Claudio Iannone
Sprint: 7. Runde

- Gabriel Curuchet
4000 Meter Einzelverfolgung: 13. Platz
4000 Meter Mannschaftsverfolgung: 9. Platz

- Pedro Caino
4000 Meter Einzelverfolgung: In der Qualifikation ausgeschieden
4000 Meter Mannschaftsverfolgung: 9. Platz

- Juan Esteban Curuchet
4000 Meter Mannschaftsverfolgung: 9. Platz
Punktefahren: 5. Platz

- Eduardo Trillini
4000 Meter Mannschaftsverfolgung: 9. Platz

- Juan Carlos Haedo
Punktefahren: 20. Platz

### Reiten
- Justo Albarracín
Springreiten, Einzel: 40. Platz
Springreiten, Mannschaft: 15. Platz

- Eduardo Zone
Springreiten, Einzel: 46. Platz
Springreiten, Mannschaft: 15. Platz

- Martín Mallo
Springreiten, Einzel: DNF
Springreiten, Mannschaft: 15. Platz

- Adrián Melosi
Springreiten, Mannschaft: 15. Platz

### Ringen
- Daniel Navarrete
Federgewicht, griechisch-römisch: Gruppenphase
Federgewicht, Freistil: Gruppenphase

- Boris Goldstein
Leichtgewicht, griechisch-römisch: Gruppenphase
Leichtgewicht, Freistil: Gruppenphase

- Oscar Strático
Weltergewicht, griechisch-römisch: Gruppenphase
Weltergewicht, Freistil: Gruppenphase

### Rudern
- Ricardo Ibarra
Einer: 5. Platz

- Rubén D’Andrilli
Zweier ohne Steuermann: 10. Platz

- Claudio Guindon
Zweier ohne Steuermann: 10. Platz

- Federico Lungwitz
Doppelvierer: 10. Platz

- Oscar Bonini
Doppelvierer: 10. Platz

- Omar Ferrari
Doppelvierer: 10. Platz

- Gustavo Calderón
Doppelvierer: 10. Platz

### Schießen
- Daniel Felizia
Schnellfeuerpistole: 28. Platz

- Leopoldo Fossati
Schnellfeuerpistole: 32. Platz

- Ernesto Alais
Freie Scheibenpistole: 20. Platz

- Walter Bauza
Freie Scheibenpistole: 20. Platz

- Ricardo Rusticucci
Luftgewehr: 20. Platz
Kleinkaliber, Dreistellungskampf: 34. Platz
Kleinkaliber, liegend: 30. Platz

- Firmo Roberti
Skeet: 13. Platz

### Schwimmen
- Fabián Ferrari
100 Meter Freistil: 38. Platz
200 Meter Freistil: 43. Platz

- Alejandro Lecot
400 Meter Freistil: 26. Platz
1500 Meter Freistil: 20. Platz

- Julio César Falón
100 Meter Brust: 34. Platz
200 Meter Brust: 34. Platz

- Luis Juncos
100 Meter Schmetterling: 31. Platz
200 Meter Lagen: 29. Platz

- Virginia Sachero
Frauen, 100 Meter Freistil: 27. Platz
Frauen, 200 Meter Freistil: 27. Platz

- Alicia María Boscatto
Frauen, 100 Meter Brust: 21. Platz
Frauen, 200 Meter Brust: 13. Platz

### Segeln
- Jorge García
Windsurfen: 17. Platz

- Carlos Irigoyen
470er: 10. Platz

- Gonzalo Heredia
470er: 10. Platz

- Martín Ferrari
Tornado: 15. Platz

- Sergio Sinistri
Tornado: 15. Platz

- Alberto Llorens
Soling: 13. Platz

- Carlos Sanguinetti
Soling: 13. Platz

- Pedro Ferrero
Soling: 13. Platz

### Volleyball (Halle)
- Herrenteam
6. Platz

- Kader
Alcides Cuminetti
Alejandro Diz
Carlos Wagenpfeil
Daniel Castellani
Eduardo Esteban Martínez
Hugo Conte
Jon Emili Uriarte
Leonardo Wiernes
Raúl Quiroga
Waldo Kantor

### Wasserspringen
- Verónica Ribot
Frauen, Kunstspringen: 12. Platz
Frauen, Turmspringen: 15. Platz in der Qualifikation